# قائمة الغازات

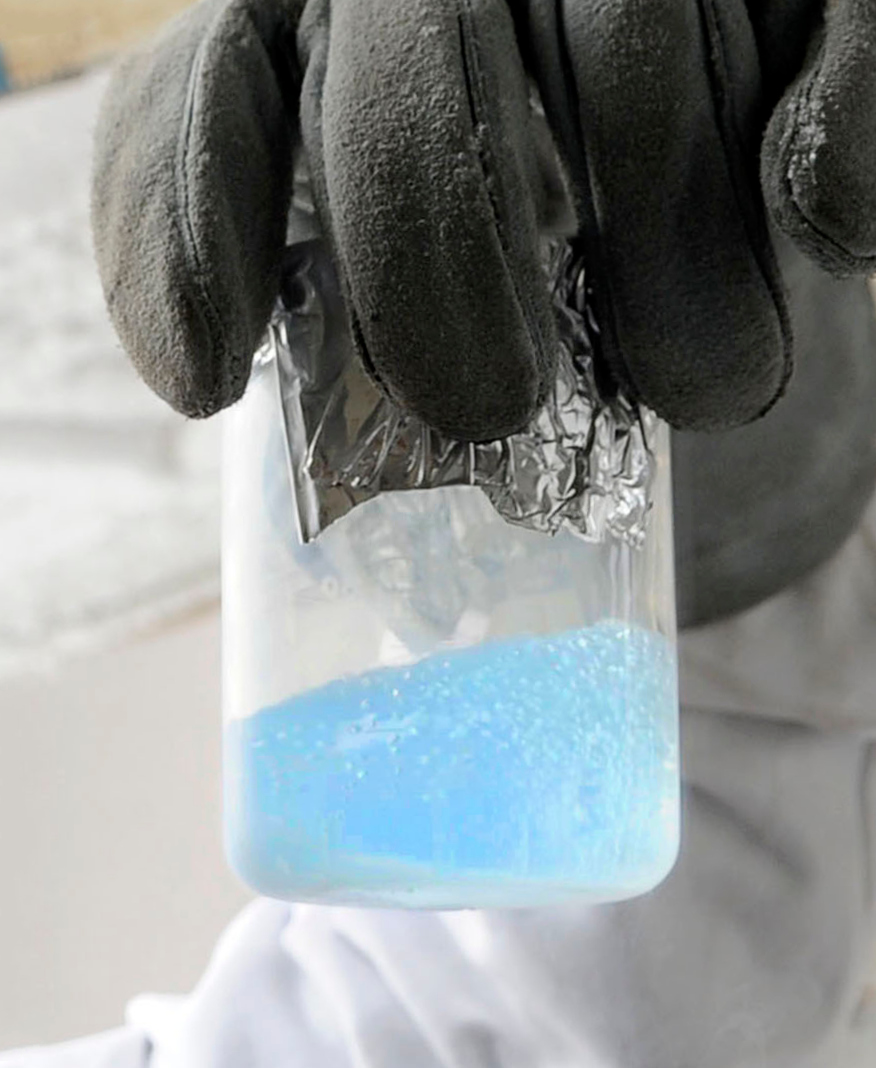
غليان الأكسجين السائل

هذه قائمة بالغازات في الظروف القياسية، مما يعني المواد التي تغلي أو تسامي عند 25 أو أقل درجة مئوية (77 درجة فهرنهايت) و 1 ضغط أجهزة الصراف الآلي ومستقرة بشكل معقول.

## قائمة
يتم فرز هذه القائمة حسب درجة غليان الغازات بترتيب تصاعدي ، ولكن يمكن تصنيفها وفقًا لقيم مختلفة. تشير "sub" و "triple" إلى نقطة التسامي والنقطة الثلاثية، والتي يتم تقديمها في حالة مادة تسامي عند 1 ماكينة الصراف الآلي؛ تشير كلمة "dec" إلى التحلل.

## يعرف بالغاز
تحتوي القائمة التالية على مواد معروفة بأنها غازات ، ولكن درجة غليانها غير معروفة.
- الفلورامين
- ثلاثي فلورو ميثيل ثلاثي فلورو إيثيل ثلاثي أكسيد CF 3 OOOCF 2 CF 3 يغلي بين 10 و 20 درجة
- يغلي كربونات ثنائي فلورو ميثيل ثنائي فلورو الميثيل بين -10 و + 10 درجة ربما +12 ، درجة التجمد -60 درجة
- يغلي ديفلورو ديوكسيران بين -80 و -90 درجة.
- ثنائي فلورو أمينوسولفينيل فلوريد F 2 NS (O) F هو غاز ولكنه يتحلل على مدى عدة ساعات
- ثلاثي فلورو ميثيل سلفينيل كلوريد CF 3 C (O) Cl
- نتروزيل السيانيد ؟ -20 ° الأخضر والأزرق الغاز 4343-68-4

## ممكن
تتضمن هذه القائمة المواد التي قد تكون غازات. ومع ذلك لا تتوفر مراجع موثوقة.
- رابطة الدول المستقلة -1-فلورو-1-بروبين
- ترانس 1 - كلوروبروبين ؟
- رابطة الدول المستقلة 1 - كلوروبروبين ؟
- Perfluoro-1،3-butadiene 6-7 °
- Perfluoro-1،2-butadiene
- يتبلمر Perfluoro-1،2،3-butatriene −5
- Perfluoropent-2-ene
- Perfluoropent-1-ene 29-30 °
- تريس (ثلاثي فلورو ميثيل) الفوسفين 17.3
- ثلاثي فلورو الميثان سلفينيل فلوريد CF 3 SF
- ديفلوروكارباميل فلوريد F 2 NCOF −52 °
- N-Sulfinyltrifluoromethaneamine CF 3 NSO 18 °
- (كلورو فلورو ميثيل ) سيلان 373-67-1 274.37 ك (1.22 °م)
- difluoromethylsilane 420-34-8 237.56 ك (−35.59 °م)
- ثلاثي فلورو ميثيل سلفينيك ثلاثي كلورو ميثيل استر
- pentafluoro (penta-fluorethoxy) كبريت 900001-56-6 15 درجة
- ethenol 557-75-5 10.5 ° = كحول فينيل (مشدود)
- 1،1،1،2،2،3،4،4،4-nonafluorobutane 2-10 ° ذوبان −129 °
- trans-2H-Heptafluoro-2-بيوتين
- خماسي فلورو إيثيل هيبوكلوريت حول 10 درجة
- ثلاثي فلورو ميثيل خماسي فلورو إيثيل كبريتيد 6 ° 33547-10-3
- 1،1،1-Trifluoro-N- (ثلاثي فلورو ميثوكسي) ميثانامين 671-63-6 0.6 درجة
- 1-كلورو -1،1،2،2،3،3-سداسي فلورو بروبان 422-55-9 16.7
- 1-كلورو -1،1،2،3،3،3-سداسي فلورو بروبان 359-58-0 17.15
- 2-كلورو -1،1،1،2،3،3-سداسي فلورو بروبان 51346-64-6 16.7 درجة
- 3-كلورو -1،1،1،2،2،3-سداسي فلورو بروبان 422-57-1 16.7 درجة
- ثلاثي فلورو ميثيل 1،2،2،2-رباعي فلورو إيثيل إيثر 2356-62-9 11 °
- 2-chloro-1،1،1،3،3-pentafluoropropane HFC-235da 134251-06-2 8 °
- 1،1،2،3،3- pentafluoropropane 24270-66-4 −3.77
- 2،2،3،3،4،5،5-heptafluoro oxolane
- (Heptafluoropropyl) ثنائي فلوريد الكربونيميد 378-00-7
- خماسي فلورو إيثيل كربوني ثنائي فلوريد 428-71-7
- (ثلاثي فلورو ميثيل) ثنائي فلوريد الكربونيميد 371-71-1 CF 3 N = CF 2
- [[بيرفلورو [n- ميثيل- (بروبيلينامين]]] 680-23-9
- Perfluoro-N، N-dimethylvinylamine 13821-49-3
- [[3،3،4-trifluoro-2،4-bis-trifluoromethyl- [1،2] oxazetidine]] 714-52-3
- مكرر (ثلاثي فلورو ميثيل) 2،2-ديفلورو-فينيلامين 13747-23-4
- مكرر (ثلاثي فلورو ميثيل) 1،2-ديفلورو-فينيلامين 13747-24-5
- 1،1،2-Trifluoro-3- (ثلاثي فلورو ميثيل) cyclopropane 2967-53-5
- مكرر (ثلاثي فلورو ميثيل) 2-فلورو فينيلامين 25211-47-6
- 2- فلورو -1،3 -بوتادين 381-61-3
- ثلاثي فلور ميثيل سيكلوبروبان 381-74-8
- cis-1-fluoro-1- butene 66675-34-1
- ترانس -1-فلورو-1-بيوتين 66675-35-2
- 2-فلورو -1-بيوتين
- 3-فلورو -1 بيوتين
- ترانس -1-فلورو -2-بيوتين
- رابطة الدول المستقلة - 2 - فلورو - 2 - بيوتين
- ترانس-2-فلورو-2-بيوتين
- 1-فلورو -2 ميثيل -1 بروبين
- 3-فلورو -2 ميثيل -1 بروبين
- بيرفلورو-2-ميثيل-1،3-بوتادين 384-04-3
- 1،1،3،4،4،5،5،5-octafluoro-1،2-pentadiene 21972-01-0

## بالقرب من يخطئ
تتضمن هذه القائمة المواد التي تغلي أعلى بقليل من درجات حرارة الحالة القياسية. الأرقام هي درجات حرارة الغليان بالدرجات المئوية.
- 1،1،2،2،3-Pentafluoropropane 25-26
- ديميثوكسيبوران 25.9
- 1،4-بنتادين 25.9
- 2-برومو-1،1،1-ثلاثي فلورو الإيثان 26
- 1،2-ديفلوروإيثان 26
- 26 سيانيد الهيدروجين
- 1 ، H-Pentafluorocyclobut-1-ene
- 1، H: 2، H-hexafluorocyclobutane Tetramethylsilane 26.7
- الكلوروزيل ثلاثي فلوريد 27
- 2،2-Dichloro-1،1،1-trifluoroethane 27.8
- بيرفلورو إيثيل 2،2،2-ثلاثي فلورو إيثيل الإيثر 27.89
- 28- بيرفلورو إيثيل الإيثيل الأثير
- البنتادايين المشبع بالفلور C 5 F 6 28 °
- 2-بوتين 29
- Digermane 29
- 29- بيرفلورو أيزوبروبيل ميثيل الأثير
- ثلاثي فلورو الميثان سلفونيل كلوريد 29-32
- بيرفلوروبنتان 29.2
- فلوريد الرينيوم (السادس) 33.8
- كلوروديميثيلسيلان 34.7
- 1،2-ديفلوروبروبان 43
- 1،3-ديفلوروبروبان 40-42
- 36- أقراص
- سبيرو [2.2] بنتان 39
- أكسيد الروثينيوم (الثامن) 40
- نيكل كربونيل 42.1
- 43 - ميثيل فوسفين

## مواد غير مستقرة
- يتحلل سائل هيدريد الغاليوم (III) عند 0 درجة مئوية.
- النيتروكسيل غير مستقر وقصير العمر.
- أيزوسيانيد الكبريت لخماسي فلوريد الكبريت إلى سيانيد خماسي فلوريد الكبريت.